# Sam & Max: The Mole, the Mob, and the Meatball
Sam & Max: La Talpa, la Mafia e la Polpetta (titolo originale: The Mole, the Mob and the Meatball) è il terzo episodio della prima serie di Sam & Max, sviluppato dalla Telltale Games e pubblicato da GameTap.Nel 2020 è uscita la remastered del titolo, insieme all'intera stagione ad opera di Skunkape Games per Nintendo Switch e PC col nome di Sam & Max Save the World remastered.

## Trama
Dopo la scomparsa di una talpa inviata dal Commissario perché si infiltrasse nella temibile Mafia dei Giocattoli (in originale Toy Mafia), questi invia la Polizia Freelance alla Sala Giochi & Casinò Privi di Mafia di Ted E. Bear (in originale Ted E. Bear's Mafia Free Playland and Casino) per rintracciare l'infiltrato. Al fine di individuare l'informatore, bisogna chiedergli la frase in codice "Il tappeto è intonato con le tende?" ("Does the carpet match the drapes?" nell'originale). Giunti sul posto, pare che nessuno dei presenti sia la talpa, e per saperne di più dovranno entrare nella stanza sul retro del locale. L'ostacolo principale è rappresentato da una parola d'ordine necessaria per poter passare. 
Dopo aver giocato con una slot machine detta "bandito con un braccio solo" (nome che negli Stati Uniti veniva dato colloquialmente a queste macchine in quanto funzionavano tirando una leva e impoverivano il giocatore, pari all'italiano "macchina mangiasoldi") senza vincere niente, e con uno "Schiaccia-la-Talpa" in cui bisogna sparare solo ai ratti che non hanno la bocca chiusa cercando di totalizzare almeno 20 punti (possibile ispirazione da un minigioco simile in Sam & Max: Hit the Road) grazie al quale vincono una calamita da frigorifero di Ted E. Bear, i due si recano al tavolo dei giochi d'azzardo. Qui fanno la conoscenza di Leonard Steakcharmer, un baro che è riuscito ad accumulare 10 milioni di dollari in fiches imbrogliando a poker indiano - l'imbroglio consiste nel fatto che, mettendosi sia lui che l'altro giocatore una carta sulla fronte, Leonard riesce a vedere il riflesso della sua carta sul naso lucido della testa di pagliaccio che funge da entrata e uscita, in modo da sapere sempre la mossa migliore. Accortosi di ciò, Sam attacca sul punto in cui si vede il riflesso la carta presa in precedenza dall'ufficio e, risfidando Leonard, questa volta l'esito è diverso. 
Con i dieci milioni in tasca, Sam e Max si recano nel negozio di Bosco: questa volta, temendo la Mafia dei Giocattoli, per "depistarli" si è travestito da francese. In cambio della cospicua somma, egli vende ai due un "Mini Dispositivo di Ascolto" (ovvero una cimice con uno spiccato spirito soldatesco). Con quello, Sam riesce a ottenere la parola d'ordine per entrare nella stanza sul retro. 
Qui Chuckles, il braccio destro di Don Ted E. Bear, chiede al due di dimostrare di essere degni di entrare a far parte della Mafia dei Giocattoli portando a termine tre incarichi: introdurre un ipno-orso nel negozio di Bosco; togliere di mezzo Sybil Pandemik (in quanto il suo nuovo lavoro è la testimone professionista, e testimonierà contro la mala al processo); recuperare il leggendario Panino con le Polpette del casinò, dal momento che qualcuno l'ha rubato.
Tornati nella loro zona, i due cominciano col consegnare l'orsacchiotto ipnotizzatore da Bosco. Distratto il paranoico negoziante segnalandogli la presenza di un mafioso dei giocattoli, grazie alla calamita da frigorifero si sbarazzano della telecamera che impedisce di consegnare merci all'interno del negozio e mentre lui non vede, lasciano il giocattolo sul bancone. Quando entra il mafioso per controllare se i due aspiranti mafiosi hanno eseguito gli ordini, fortunosamente Bosco crede che sia stato lui a mettere l'orsetto sul bancone e così il rapporto di fiducia con Sam e Max non ne risente. Il cane e il coniglio si recano poi nell'ufficio di Sybil. In qualità di testimone professionista, ella si rifiuta di simulare la propria morte per ingannare la Mafia dei Giocattoli, e quindi Sam improvvisa riempiendo di ketchup la tazza della donna al negozio di Bosco, e sparandoci contro quando lei sta per bere. Risolti i primi due incarichi, i due tornano nel loro ufficio, nel quale trovano con loro gran sorpresa Leonard, il quale sta trattando con Jimmy Due-Denti per il panino. Sam e Max, notato che usa una pistola giocattolo, riescono a sottomettere il malvivente e a legarlo. Leonard, non riuscendo a reggere una serie di battute circa sua madre, confessa di aver nascosto il panino nel braccio della slot machine del casinò. 
Quando Sam e Max fanno ritorno alla sala giochi e vengono introdotti nell'organizzazione criminale, scoprono che in realtà Ted E. Bear è un uomo talpa, o per meglio dire una talpa antropomorfa. Non solo: attraverso la frase in codice apprendono che è proprio lui la talpa che stavano cercando e che, per via della ricchezza e del potere che poteva offrire la Mafia dei Giocattoli, ha fatto il doppio gioco e si è schierato dalla parte della mala. Inseguiti dai suoi sgherri, Sam e Max riescono a liberarsi di loro e a tornare al casinò, dove scoprono una fabbrica segreta collegata al casinò da un passaggio nella stanza sul retro. In questa fabbrica ha avvio una grossa produzione di ipno-orsi da distribuire in tutta la città. Al suo arrivo, la talpa traditrice cerca di ipnotizzare Sam perché elimini Max, cosa che Sam riesce a fingere usando la pistola giocattolo di Leonard (non sapendo che entrambi gli agenti sono immuni all'ipnosi), e Max, facendo credere di essere stato colpito a morte, involontariamente mostra come neutralizzare il traditore.
Alla fine, Sam riesce a far incastrare nella macchina la talpa, e insieme a Max si dà alla fuga dal casinò che salta in aria. 

## Personaggi

### Protagonisti
- Sam - Mente della Polizia Freelance. Insieme a Max deve scoprire che fine ha fatto la talpa che doveva infiltrarsi nella Mafia dei Giocattoli. Per raggiungere il suo scopo, si finge un aspirante mafioso.
- Max - Il miglior amico di Sam. Insieme a lui si finge un aspirante mafioso pronto a eseguire gli incarichi che gli verranno assegnati.
- La cimice - Un insetto venduto da Bosco a Sam & Max per 10.000.000 di $ in fiches del casinò; può ascoltare le conversazioni della gente e riferire ai due che cosa ha sentito con l'esatto timbro vocale delle persone che ha origliato.

### Personaggi neutrali
- Sybil Pandemik - Proprietaria dell'ufficio all'angolo destro della strada di Sam & Max. In questo episodio cambia di nuovo lavoro e opera come testimone professionista. La Mafia dei Giocattoli incaricherà Sam & Max di farla sparire perché non testimoni contro di loro.
- Bosco - Il paranoico proprietario del negozio Bosco's Inconvenience. In questo episodio si traveste da un "codardo anarchico francese" di nome Jean-François Frufru (in originale Jean François De Sissypants) semplicemente mettendosi un basco in testa, temendo ritorsioni della Mafia dei Giocattoli.
- Jimmy Due-Denti - Il ratto delinquente dell'ufficio di Sam & Max. In questo episodio fa il ricettatore e riesce quasi a comprare il panino con le polpette da Leonard Steakcharmer (prima che l'affare venga mandato a monte dai due).

### Antagonisti
- La Mafia dei Giocattoli - Un'organizzazione mafiosa i cui membri indossano delle teste di orsacchiotto e distribuiscono ipno-orsi in città.
- Leonard Steakcharmer - Un baro del casinò che, imbrogliando, è riuscito ad accumulare 10 milioni di dollari in fiches, per poi essere a sua volta raggirato da Sam e Max e perdere tutto. Lo si rivede poi che cerca di vendere a Jimmy il leggendario Panino con le Polpette di Don Ted E. Bear, ma i due poliziotti freelance sventano l'affare, legano il tipaccio e lo lasciano nel ripostiglio di Max, insieme ai trofei dei loro casi precedenti.
- Chuckles - Braccio destro di Don Ted E. Bear, con la testa di orso rossa e un linguaggio sarcastico e pungente.
- Ted E. Bear alias Harry LaTalpa - Antagonista principale dell'episodio. Infiltrato della polizia che doveva riferire le attività della mala, in cambio di ricchezza e potere tradisce la giustizia per diventare il capo dell'organizzazione del casinò. Lui e la fabbrica saltano in aria alla fine dell'episodio.